# Xestospiza fastigialis
Xestospiza fastigialis James & Olson, 1991 è un uccello passeriforme estinto della famiglia Fringillidae.

## Tassonomia
Il nome scientifico della specie, fastigialis, deriva dal latino fastigium, "vertice", in riferimento alla forma del becco di questi uccelli.

## Descrizione
Di questa specie sono stati finora rinvenuti vari scheletri incompleti allo stato subfossile, che fanno pensare a un uccelletto dall'aspetto e dalla taglia paragonabili a quanto osservabile negli attuali fringillidi: caratteristica peculiare di questi uccelli era la presenza di due solchi convergenti sulla superficie mascellare, caratteristica questa osservabile anche negli odierni vaccari del genere Molothrus (non imparentati strettamente con X. fastigialis, che, se ha evoluto tale caratteristica er lo stesso scopo, l'ha sviluppata per convergenza evolutiva), sebbene allo stato attuale delle conoscenze se ne ignori la funzione in questa specie.

## Biologia
Con ogni probabilità, similmente agli altri drepanidini anche questa specie aveva abitudini diurne ed essenzialmente insettivore.

## Distribuzione e habitat
Xestospiza fastigialis popolava le isole hawaiiane di Molokai, Oahu e Maui, delle quali verosimilmente abitava le aree ricoperte da foresta: l'ampio areale occupato da questi uccelli, unitamente alla mancanza di differenziazione in sottospecie (almeno a livello scheletrico), farebbe pensare a buoni volatori che si spostavano da un'isola all'altra, similmente a quanto osservabile negli odierni ou e iiwi.

## Estinzione
La scomparsa di questa specie è anteriore all'arrivo degli europei nell'arcipelago: verosimilmente, essa si estinse in seguito all'alterazione dell'habitat ad opera dei coloni polinesiani, oppure forse ancora precedentemente ai cambi climatici della transizione Pleistocene-Olocene, ambedue eventi che hanno decretato la scomparsa di numerosissime specie di drepanidini dalle Hawaii.